# 유라유라 데이코쿠
유라유라 테이코쿠(ゆらゆら帝国)는 1989년에 결성된 일본의 록 밴드이다.  2010년 3월 31일 해산을 발표했다.

## 내력
ゆらゆら帝国(유라유라테이코쿠:흔들흔들 제국)은 1989년 결성된 일본의 사이키델릭 록 밴드이다.
드럼을 맡있던 요시다 아츠시와 보컬&기타를 맡은 사카모토 신타로를 중심으로, 베이시스트 카메카와 치요를 비롯해 하시구치 마사하루(기타)와 함께 1989년 결성됐다.드럼을 맡았던 요시다 아츠시가 난청을 이유로 밴드를 탈퇴 후 드럼 연주자 시바타 이치로가 1997년에 가입하여 현재 구성원이 완성되었으며, 돌연 2010년 3월 31일, 해산을 발표했다. 해산 이유는 '밴드가 완성되고 말았기 때문에'라고 한다.
초기멤버였던 요시다 아츠시는 현재 대만에 거주하며 조각가로 활발히 활동하고 있고, 그 밖의 현재 밴드의 멤버들은 각자의 솔로 활동에 주력하고 있다.

## 구성원

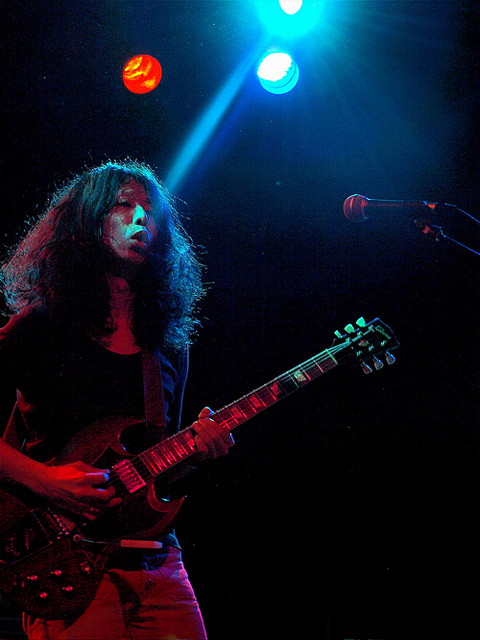
사카모토 신타로

- 사카모토 신타로 (坂本 慎太郎, 1967년 9월 9일생, A형) - 보컬, 기타

- 카메카와 치요 (亀川 千代, 1969년 7월 29일, O형) - 베이스 기타

- 시바타 이치로 (柴田 一郎, 1968년 9월 2일, B형) - 드럼

## 음반 목록

### 음반
- 1992년 《ゆらゆら帝国》
- 1994년 《ゆらゆら帝国II》
- 1996년 《Are You Ra?》
- 1998년 《3×3×3》
- 1999년 《ミーのカー 》
- 1999년 《太陽の白い粉》
- 2001년 《ゆらゆら帝国III》
- 2003년 《ゆらゆら帝国のしびれ》
- 2003년 《ゆらゆら帝国のめまい》
- 2005년 《Sweet Spot》
- 2007년 《空洞です》